# کولز بشفورد
کولز بشفورد (Coles Bashford) (زادهٔ ۲۴ ژانویه ۱۸۱۶ – درگذشتهٔ ۲۵ آوریل ۱۸۷۸)، وکیل و سیاستمدار آمریکایی بود که تبدیل به پنجمین فرماندار ویسکانسین شده و یکی از بنیاگذاران حزب جمهوری‌خواه ایالات متحده آمریکا بود. یکی از دوره‌های وی به عنوان فرماندار به رسوایی رشوه خواری ختم شد که به فرار وی از ویسکانسین انجامید ولی بعدها او در دولت منطقهٔ تازه تأسیس آریزونا نقشی اساسی ایفا کرد.

## اوایل زندگی و حرفه
بشفورد در نزدیکی کلد اسپرینگ، نیویورک در شهرستان پوتنام چشم به جهان گشود. او در مدرسه علوم دینی جینیسی وسلیان در لیما شرکت کرد و در آنجا به تحصیل حقوق پرداخت و در سال ۱۸۴۲ در هیئت وکلا پذیرفته شد. او از سال ۱۸۴۷ تا ۱۸۵۰ که استعفا داده و به اشکوش، ویسکانسین نقل مکان کرد، به عنوان دادستان ناحیه‌ای در شهرستان وین، نیویورک خدمت می‌کرد. بشفورد در سال‌های ۱۸۵۳ و ۱۸۵۴ به عنوان عضو حزب ویگ و به نمایندگی از شهرستان وینه‌بگو، ویسکانسین در سنای ایالتی ویسکانسین خدمت کرد. بشفورد پس از اختلاف نظر حزب ویگ بر سر ابولوشینیزم در ایالات متحده، تبدیل به یکی از بنیان‌گذاران حزب جمهوری‌خواه شد.: 88 

## رسوایی انتخابات سال ۱۸۵۵
بشفورد در سال ۱۸۵۵ برای سمت فرمانداری از حزب جمهوری‌خواه نامزد شده و در ابتدا با تنها ۱۵۷ رأی در مقابل نمایندهٔ حزب دموکرات، ویلیام بارستو، بازنده اعلام شد. با این حال، بشفورد ادعا کرد که نتیجهٔ اعلام شده با تقلب بوده و بعدها مشخص شد که پیروزی بارستو به دلیل نتایج جعلی انتخاباتی است که از حوزه‌های ناموجود در بخش کم جمعیت شمالی ایالت، به علاوه سایر بی‌نظمی‌هایی مانند دو هیئت جداگانه برای بررسی قانونی آرای در وپاکا کانتی، ویسکانسین، به دست آمده‌است. بشفورد با همگرا شدن واحدهای نظامی رقیب در مدیسن، مرکز ایالت ویسکانسین، در ۷ ژانویه ۱۸۵۶ به صورت مخفیانه در تالارهای دادگاه عالی ویسکانسین در کنار قاضی ارشد ادوارد ویتون سوگند یاد کرد.
بارستو در همان روز با تشریفات کامل به‌طور عمومی آغاز به کار کرد. دادستان کل ویسکانسین برای برکناری بارست که اعلام کرده بود «تا وقتی زنده است دفتر کار رو تسلیم نمی‌کند»، شکایتی برای خروج وی از دفتر کارش در دادگاه عالی ویسکانسین ارائه کرد. بارستو پس از به چالش کشیدن ناموفق صلاحیت قضایی دادگاه و با توجه به اینکه موج افکار عمومی علیه او تغییر کرده بود، از درگیری و مخالفت با اتهامات کلاه‌برداری مربوط به خود، خودداری کرده و در ۲۱ مارس ۱۸۵۶ استعفای خود را به مجلس قانون‌گذاری تقدیم کرد. او معاون فرماندار، آرتور مک آرتور را به عنوان کفیل فرماندار را باقی گذاشت. دادگاه در ۲۴ مارس با اتفاق آرا با ۱۰۰۹ رأی بشفورد را به سمت فرماندار انتخاب کرد. ادوارد جی رایان در این پرونده از بشفورد نمایندگی کرد. او دو دههٔ بعد، به عنوان رئیس دادگاه عالی ویسکانسین خدمت کرده‌است.
روز بعد، بشفورد در حالی که ناظرین مدیسون را احاطه کرده بودند، با نتیجهٔ دادگاه در دست به همراه کلانتر و انبوهی از همراهان وارد کاپیتول ایالت ویسکانسین شده و به مک آرتور اعلام کرد که برای مطالبه دفتر خود آمده‌است. به سبب تهدید بشفورد که در صورت لزوم متوسل به زور می‌شد، مک آرتور و حامیانش به سرعت آنجا را ترک کردند. علی‌رغم مخالفت اولیهٔ دموکرات‌ها در مجلس ایالتی ویسکانسین، هر دو مجلس ایالتی قانون‌گذار ایالتی ویسکانسین خیلی زود بشفورد را به عنوان فرماندار جدید به رسمیت شناختند.

## دورهٔ فرمانداری و رسوایی راه‌آهن
بشفوردِ فرماندار، نخستین کارمند اداری سیاه‌پوست را در ادارهٔ ایالت ویسکانسین منصوب کرد و او در سال ۱۸۵۷، از ویلیام نولند که یک آرایشگر و کارآفرین بود، دفتردار اسناد رسمی ساخت. بشفورد نامزدی دوباره برای فرمانداری را از حزب جمهوری‌خواه رد کرد و در ۴ ژانویه ۱۸۵۸ پس از اتمام دوره‌اش، کار خود را ترک کرد.
تنها چند روز بعد، تحقیقی به جهت بررسی دریافت رشوه توسط بشفورد و افراد اداره‌اش از شرکت راه‌آهن لا کراس و میلواکی در ازای تصویب کمک مالی بزرگ به آن شرکت، آغاز شد. بشفورد، خود بیشترین مبلغ رشوه را به صورت ۵۰ هزار دلار از سهام شرکت و ۱۵ هزار دلار به صورت نقد از شرکت راه‌آهن دریافت کرده بود. قانون‌گذاران ایالتی و یک قاضی دادگاه عالی ویسکانسین نیز در پرداختی بیش از ۴۰۰ هزار دلار دخیل بودند. تقریباً همهٔ نسخ گزارش تحقیق و بررسی توسط سیاستمداران متهم در پرونده، ضبط و سوزانده شد ولی خشم عمومی علی‌رغم سرکوب گسترش یافت.
بشفورد موفق شد تا قبل از منحل شدن شرکت راه‌آهن به دلیل نتیجهٔ تحقیقات، سهام خود را نقد کرده و از ایالت فرار کند. او ابتدا در سال ۱۸۶۲ به واشینگتن دی سی سفر کرد و سپس در سال ۱۸۶۳ به همراه برادرش، لوی که قرار بود، نقشه‌بردار کل منطقه تازه ایجاد شده باشد، به منطقهٔ آریزونا نقل مکان کرد. آنها سفری دشوار و بین قاره‌ای را به همراه «اعضای حزب فرماندار» - مقامات منطقه‌ای منصوب شده به رهبری فرماندار جان نوبل گودوین - انجام داده و در دسامبر ۱۸۶۳ به منطقهٔ آریزونا رسیدند.: 90 

## حرفه در منطقه آریزونا
بشفورد اگرچه به عنوان یک شهروند عادی به این منطقه آمده بود ولی خیلی زود توسط فرماندار گودوین به سمت دادستان کل منصوب شده و بین سال‌های ۱۸۶۴ تا ۱۸۶۶ در این سمت خدمت کرد. او برای این موقعیت شغلی نیاز بود تا درون آن منطقه سفر کند. بشفورد اغلب از درون زمین-های «کشور متخاصم هندی» عبور کرد ولی هیچگاه این مأموریت‌ها با حادثه‌ای همراه نشد. بشفورد همچنین نخستین وکیل پذیرفته شده در دادگاه‌های منطقه‌ای آریزونا بود و قوانین جلسات منطقه را با کمک قاضی همکار خود، ویلیام تی هاول، در یک جلد ۴۰۰ صفحه‌ای گردآوری کردند. او در سال ۱۸۶۴ به عنوان رئیس نخستین مجلس منطقه‌ای (بخش قانون‌گذاری بر منطقه) انتخاب شده و میان سال‌های ۱۸۶۷ تا ۱۸۶۹ به عنوان نمایندهٔ آن منطقه در چهلمین کنگرهٔ ایالات متحده آمریکا به صورت مستقل و نه از حزب سابقش، خدمت کرده‌است.
آخرین منصب سیاسی بشفورد، وزیر امور خارجهٔ منطقهٔ آریزونا بود که توسط رئیس‌جمهور آمریکا، یولیسیز سایمن گرانت در سال ۱۸۶۹ و دوباره در سال ۱۸۷۳ گماشته شده بود. پس از انتقال پایتخت منطقه از پرسکات، جاییکه بشفورد و لوی فروشگاه تجاری بشفورد را اداره می-کردند، بشفورد در سال ۱۸۷۶ استعفا داد تا به منافع تجاری خود نزدیک بماند. او دو سال بعد در پرسکات چشم از جهان فروبست. بشفورد در آرامگاه منظرهٔ کوهستانی در اوکلند، کالیفرنیا به خاک سپرده شد. او و همسرش، فرانسیس آدامز، هفت فرزند داشتند: بل (که در ۱۱ سالگی درگذشت)، ادوارد، الیزابت، هلن، لیلیان، مارگارت و ویلیام کولز. فروشگاه تجاری بشفورد در پرسکات تا دههٔ ۱۹۴۰ پابرجا بود.: 90 